# Louny
Louny (in tedesco Laun) è una città della Repubblica Ceca, capoluogo del distretto omonimo, nella regione di Ústí nad Labem.
Le tenniste Karolína e Kristýna Plíšková sono nate qua, come anche lo scrittore Jaroslav Hilbert.